# 307 (szám)
A 307 (háromszázhét) a 306 és 308 között található természetes szám.

## A matematikában
Prímszám. Jó prím. Pillai-prím.